# 卡尔·纳格
卡尔·纳格（挪威語：Karl Nag，1893年11月10日—1975年8月9日），挪威男子赛艇运动员。他曾代表挪威参加1920年夏季奥林匹克运动会赛艇比赛，获得男子八人单桨有舵手铜牌。

## 家庭
哥哥特奥多尔·纳格。